# ۷۵۹ (میلادی)
۷۵۹ (میلادی) هفتصد و پنجاه و نهمین سال تقویم میلادی است.

## درگذشتگان
‎